# Thelypteris ovata
Thelypteris ovata là một loài thực vật có mạch trong họ Thelypteridaceae. Loài này được R.P. St. John miêu tả khoa học đầu tiên năm 1938.